# Lutte aux Jeux africains de 2015
Navigation
Édition précédente
Les compétitions de Lutte aux Jeux africains de 2015 se déroulent au Gymnase Alphonse Massamba Débat  (GAMD) à Brazzaville (République du Congo) du  16 au 18 septembre 2015.  

## Résumé des médailles

### Lutte libre hommes
| Épreuves | Or                   | Argent                 | Bronze                                     |
| -------- | -------------------- | ---------------------- | ------------------------------------------ |
| - 57 kg  | Adama Diatta         | Chedli Mathlouthi      | Abdelhak Kharbachi .                       |
| - 61 kg  | Daniel Amas          | Abderahim Sayeh        | Gael Diatta Gert Cornelius Johannes Coezee |
| - 65 kg  | Zouheir Iftene       | Haithem Mahmoud Ahmed  | Clackson Sampson Ngeta Jonathan Ibanda     |
| - 70 kg  | Eyad Ibrahim Khalil  | Mohamed Ali Belaayeche | Mohamed Boudaraa Ngoyi Poramba Dydo        |
| - 74 kg  | Bibo Melvin          | Hamza Moussaoui        | Abdo Omar Abdou Blaise Debe                |
| - 86 kg  | Mohamed Ali Zaghloul | Mohamed Saadaoui       | Cheikh Tidiane Niang Dick Adibo            |
| - 97 kg  | Soso Tamarau         | Ivan Nyamsi            | Aly Hamdi Amin Dieudonné Basil             |
| - 125 kg | Slim Trabelsi        | Boltic Sinivie         | Fod Sarr Dhiaaeldin Kamal Gouda            |

### Lutte féminine
| Épreuves | Or                    | Argent               | Bronze                                  |
| -------- | --------------------- | -------------------- | --------------------------------------- |
| - 48 kg  | Mercy Genesis         | Rebecca Ndolo Muambo | Marwa Mezyeni .                         |
| - 53 kg. | Odunayo Adekuoroye    | Isabelle Sambou      | Parfaie Mambou                          |
| - 55 kg  | Patience Opuene       | Jeanne Macie Coetzer | Binette Diatta Rim Ayari                |
| - 58 kg  | Aminat Adeniyi        | Safietou Goudiaby    | Marwa Amri Mandzonoelle Mbouma          |
| - 60 kg  | Hela Riabi            | Ebi James            | Habiba Tarek Fathi .                    |
| - 63 kg  | Blessing Oborududu    | Berthe Etane Ngolle  | Anta Sambou Syrine Issaoui              |
| - 69 kg  | Enas Moustafa Youssef | Hannah Rueben        | Blandine Metala Epanga Geringer Zumicke |
| - 75 kg  | Annabel Laure Ali     | Blessing Onyebuchi   | Nadia Antar Yassin .                    |

### Lutte gréco-romaine hommes
| Épreuves | Or                       | Argent                              | Bronze                                       |
| -------- | ------------------------ | ----------------------------------- | -------------------------------------------- |
| - 59 kg. | Abdennour Laaouni        | Jan Louwrens Combrinck              | Yala Maindombe Florentin                     |
| - 66 kg  | Tarek Aziz Benaissa      | Otutu Oke                           | Ndombasi Matadi Reagan Haitham Mahmoud Ahmed |
| - 71 kg  | Nworie Emmanuel          | Ibrahim Mahmoud Hamed Hassan Ghanem | Akrem Boudjemline .                          |
| - 75 kg  | Ibrahim Nasser Ibrahim   | Hichem Bourmel                      | Sammy Diego Nyongesa Kais Mupampa            |
| - 80 kg  | Tarek Mohamed Abdessalem | Bachir Sidazara                     | Omyemebelubi Abraham .                       |
| - 85 kg. | Adem Boudjemline         | Mohamed Moustafa Ahmed              | Samuel Nathaniel                             |
| - 98 kg  | Ahmed Mohamed Ibrahim    | Hamza Haloui                        | Dieudonné Basil Gislain Kanga                |
| - 130 kg | Abdellatif Mohamed Ahmed | Andries Johannes Schutte            | Holln Mkanga Ochieng Radhouane Chebbi        |

## Tableau des médailles
| Rang | Nation                           | Or | Argent | Bronze | Total |
| ---- | -------------------------------- | -- | ------ | ------ | ----- |
| 1    | Nigeria                          | 9  | 5      | 4      | 18    |
| 2    | Égypte                           | 7  | 3      | 6      | 16    |
| 3    | Algérie                          | 4  | 5      | 3      | 12    |
| 4    | Tunisie                          | 2  | 3      | 5      | 10    |
| 5    | Cameroun                         | 1  | 3      | 1      | 5     |
| 6    | Sénégal                          | 1  | 2      | 5      | 8     |
| 7    | Afrique du Sud                   | 0  | 3      | 2      | 5     |
| 8    | République démocratique du Congo | 0  | 0      | 5      | 5     |
| 9    | République du Congo              | 0  | 0      | 3      | 3     |
| 10   | Tchad                            | 0  | 0      | 2      | 2     |
| 10   | Kenya                            | 0  | 0      | 2      | 2     |
| 12   | Burkina Faso                     | 0  | 0      | 1      | 1     |
| 13   | République centrafricaine        | 0  | 0      | 0      | 0     |
| 13   | Libye                            | 0  | 0      | 0      | 0     |
| 13   | Madagascar                       | 0  | 0      | 0      | 0     |
| 13   | Maurice                          | 0  | 0      | 0      | 0     |
| 13   | Sierra Leone                     | 0  | 0      | 0      | 0     |
| 13   | Soudan                           | 0  | 0      | 0      | 0     |
|      | Total                            | 24 | 24     | 39     | 87    |